# The Game Awards
The Game Awards — ежегодная церемония награждения, отмечающая достижения в индустрии компьютерных игр. The Game Awards представляет собой масштабное шоу, привлекающее большое внимание СМИ, и проводится в конце календарного года. Помимо собственно вручения наград разработчикам игр, церемония включает в себя исполнение музыки, выступления различных деятелей игровой индустрии, анонсы и трейлеры новых игр. The Game Awards является преемником церемонии Spike Video Game Awards, проходившей ежегодно с 2003 по 2013 год под патронажем телеканала Spike TV. Учредителем, продюсером и постоянным ведущим The Game Awards является канадский журналист и телеведущий Джефф Кили, ранее на протяжении многих лет выступавший в качестве ведущего Spike Video Game Awards.
Традиционно церемония награждения Spike Video Game Awards проходила в декабре, перед началом сезона рождественских распродаж — в противовес другому важному мероприятию в игровой индустрии, выставке Electronic Entertainment Expo, обычно проходящей в июне; именно эту нишу занимает The Game Awards. В 2013 году шоу Spike Video Game Awards было переименовано в VGX (взамен старой аббревиатуры VGA) — его продюсеры хотели тем самым показать особое внимание, которое шоу уделяет играм и игровым платформам нового поколения. Единственная церемония VGX подверглась критике как чрезмерно коммерциализованная — скорее рекламное представление, чем вручение престижных наград; шоу покинул его ведущий Джефф Кили, и в конце 2014 года компания Spike TV объявила об окончательном закрытии проекта. Когда планы Spike TV в отношении продолжения VGA/VGX все ещё оставались неопределёнными, Кили объявил об учреждении новой церемонии, призванной прийти на смену Spike Video Game Awards.
В отличие от старой церемонии, ориентированной в основном на игры, The Game Awards уделяет намного большее внимание разработчикам, деятелям индустрии компьютерных игр и киберспорта, а также сообществам игроков. Шоу получило поддержку от крупнейших компаний на рынке компьютерных игр — Sony, Microsoft и Nintendo, а также других компаний-издателей игр. Если показ церемонии Spike Video Game Awards проходил в прямом эфире только на самом канале Spike TV, просмотр The Game Awards через сервисы потокового видео доступен в рамках сетей Xbox Live, PlayStation Network, Nintendo Network и Steam — на 2014 год число пользователей этих сетей составляла порядка 100 миллионов человек. В состав первого экспертного совета, избирающего победителей, вошли Хидэо Кодзима (глава Kojima Productions), Мартин Трэмбей (глава Warner Bros. Interactive Entertainment), Питер Мур (исполнительный директор Electronic Arts), Фил Спенсер (руководитель отдела Xbox в Microsoft), Реджи Фис-Эме (глава Nintendo of America), Шон Лэйден (директор Sony Computer Entertainment America), Ив Гиймо (генеральный директор Ubisoft), представители Valve и Rockstar Games.

## Критика
The New York Times в 2015 году сравнила церемонию с «Оскаром» в игровой индустрии, а в 2017 году подобное сравнение поддержала Los Angeles Times.

## Церемонии

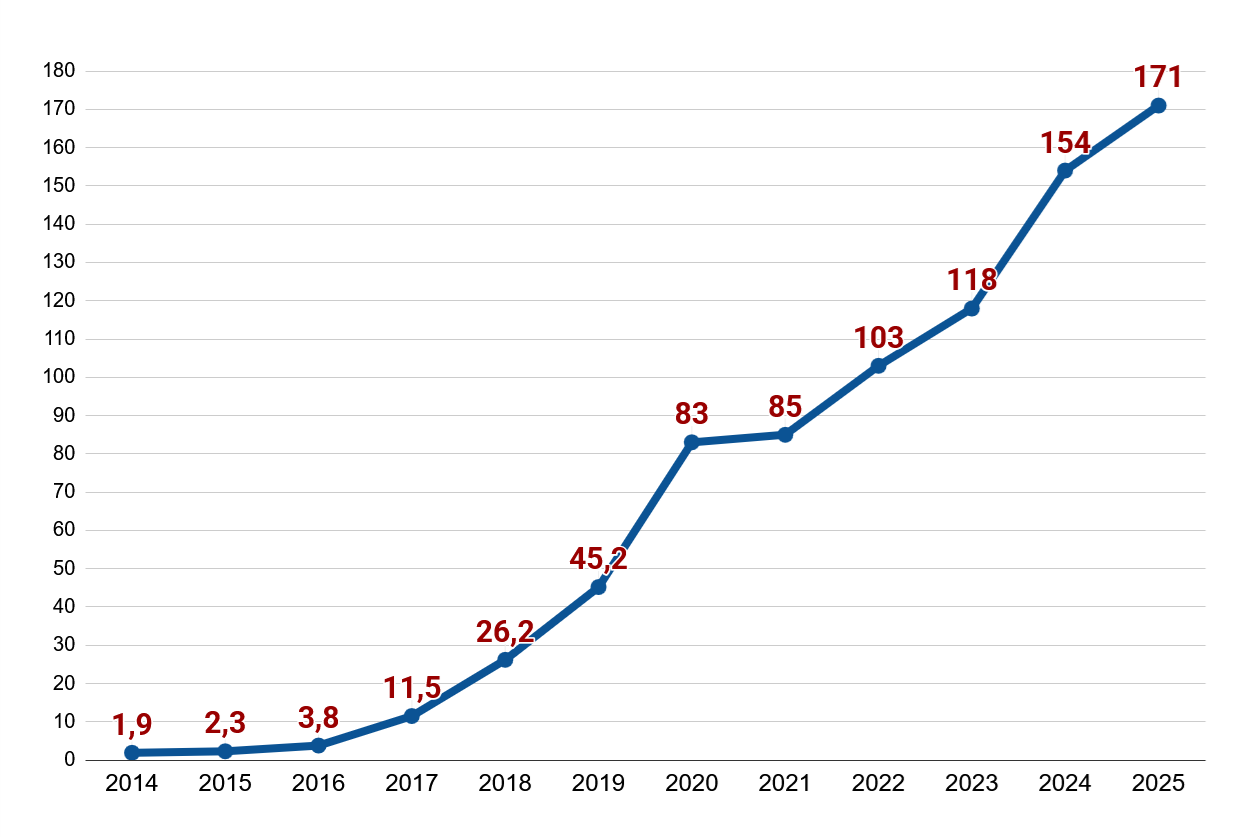
График числа зрителей The Game Awards по годам, в миллионах человек

| Церемония        | Дата            | Игра года                               | Место проведения   | Зрителей (млн) |
| ---------------- | --------------- | --------------------------------------- | ------------------ | -------------- |
| 2014 (подробнее) | 5 декабря 2014  | Dragon Age: Inquisition                 | The AXIS           | 1,9            |
| 2015 (подробнее) | 3 декабря 2015  | «Ведьмак 3: Дикая Охота»                | Microsoft Theater  | 2,3            |
| 2016 (подробнее) | 1 декабря 2016  | Overwatch                               | Microsoft Theater  | 3,8            |
| 2017 (подробнее) | 7 декабря 2017  | The Legend of Zelda: Breath of the Wild | Microsoft Theater  | 11,5           |
| 2018 (подробнее) | 6 декабря 2018  | God of War                              | Microsoft Theater  | 26,2           |
| 2019 (подробнее) | 12 декабря 2019 | Sekiro: Shadows Die Twice               | Microsoft Theater  | 45,2           |
| 2020 (подробнее) | 10 декабря 2020 | The Last of Us Part II                  | онлайн-мероприятие | 83             |
| 2021 (подробнее) | 9 декабря 2021  | It Takes Two                            | Microsoft Theater  | 85             |
| 2022 (подробнее) | 8 декабря 2022  | Elden Ring                              | Microsoft Theater  | 103            |
| 2023 (подробнее) | 7 декабря 2023  | Baldur’s Gate III                       | Peacock Theater    | 118            |
| 2024 (подробнее) | 12 декабря 2024 | Astro Bot                               | Peacock Theater    | 154            |

## Категории

### Текущие категории
| Номинация                         | Английское название         | С какого года существует |
| --------------------------------- | --------------------------- | ------------------------ |
| Игра года                         | Game of the Year            | 2014                     |
| Лучшая независимая игра           | Best Independent Game       | 2014                     |
| Лучшая мобильная игра             | Best Mobile Game            | 2014                     |
| Лучшее игровое повествование      | Best Narrative              | 2014                     |
| Лучший саундтрек                  | Best Score and Music        | 2014                     |
| Лучшая актёрская игра             | Best Performance            | 2014                     |
| Наибольшее социальное влияние     | Games for Impact            | 2014                     |
| Лучшая приключенческая экшен-игра | Best Action/Adventure Game  | 2014                     |
| Лучшая ролевая игра               | Best Role Playing Game      | 2014                     |
| Лучший файтинг                    | Best Fighting Game          | 2014                     |
| Лучшая семейная игра              | Best Family Game            | 2014                     |
| Лучшая спортивная/гоночная игра   | Best Sports/Racing Game     | 2014                     |
| Лучшая многопользовательская игра | Best Multiplayer            | 2014                     |
| Самая ожидаемая игра              | Most Anticipated Game       | 2014                     |
| Лучшее визуальное оформление      | Best Art Direction          | 2015                     |
| Лучшая игровая режиссура          | Best Game Direction         | 2016                     |
| Лучшая VR/AR-игра                 | Best VR/AR Game             | 2016                     |
| Лучшая экшен-игра                 | Best Action Game            | 2016                     |
| Лучший симулятор или стратегия    | Best Sim/Strategy Game      | 2016                     |
| Лучшее звуковое оформление        | Best Audio Design           | 2017                     |
| Лучшая поддерживаемая игра        | Best Ongoing Game           | 2017                     |
| Лучший дебют инди-разработчика    | Best Debut Indie Game       | 2017                     |
| Лучшая поддержка сообщества       | Best Community Support      | 2019                     |
| Голос игроков                     | Players' Voice              | 2019                     |
| Инновация в сфере доступности     | Innovation in Accessibility | 2020                     |
| Лучшая адаптация                  | Best Adaptation             | 2022                     |

| Номинация                         | Английское название  | С какого года существует |
| --------------------------------- | -------------------- | ------------------------ |
| Лучший киберспортсмен             | Best Esports Athlete | 2014                     |
| Лучшая киберспортивная команда    | Best Esports Team    | 2014                     |
| Лучшая киберспортивная дисциплина | Best Esports Game    | 2015                     |
| Лучший киберспортивный тренер     | Best Esports Coach   | 2018                     |

### Устаревшие категории
| Игры - Лучший ремастер — в 2014 - Лучший шутер — с 2014 по 2015 - Разработчик года — с 2014 по 2015 - Лучшая студенческая игра — с 2017 по 2018 | Киберспорт - Лучшее произведение фанатов — с 2014 по 2016 - Тренд-геймер — с 2014 по 2017 - Выбор китайских игроков — в 2017 - Лучший момент в киберспорте — в 2018 - Лучший киберспортивный ведущий — с 2018 по 2020 - Лучшее киберспортивное мероприятие — с 2018 по 2023 - Лучшее киберспортивное мероприятие — с 2018 по 2023 |

### Почётные награды
- Икона индустрии[18]
- Global Gaming Citizens[29]
- Future Class[30]